# Станіслав Мікульський
Станіслав Мікульський  (пол. Stanisław Mikulski, нар. 1 травня 1929, Лодзь — пом. 27 листопада 2014, Варшава) — польський актор.
Дебютував актор у фільмі "Перший старт" у 1950 році, коли зіграв роль звичайного юнака. 
Закінчив акторські курси (1954). В кіно знімався з 1951 року (капітан Клосс у фільмі «Ставка більша за життя» та ін.).
Грав в українській кінокартині «Від Бугу до Вісли» (1980, Борц).